# North Warwickshire
Il North Warwickshire è un distretto del Warwickshire, Inghilterra, Regno Unito, con sede ad Atherstone.
Il distretto fu creato con il Local Government Act 1972, il 1º aprile 1974 dalla fusione del Distretto rurale di Atherstone e parte del Distretto rurale di Meriden.

## Parrocchie civili
- Ansley
- Arley
- Astley
- Atherstone
- Austrey
- Baddesley Ensor
- Baxterley
- Bentley
- Caldecot
- Coleshill
- Corley
- Curdworth
- Dordon
- Fillongley
- Great Packington
- Grendon
- Hartshill
- Kingsbury
- Lea Marston
- Little Packington
- Mancetter
- Maxstoke
- Merevale
- Middleton
- Nether Whitacre
- Newton Regis
- Over Whitacre
- Polesworth
- Seckington
- Shustoke
- Shuttington
- Water Orton
- Wishaw and Moxhull